# زوي بريفوست
زوي بريفوست (بالفرنسية: Zoë Prévost)‏ (و. 1802 – 1861 م) هي مغنية أوبرا، ومغنية فرنسية، ولدت في باريس، توفيت عن عمر يناهز 59 عاماً.

## التعليم
تعلمت في المعهد الوطني العالي للموسيقى والرقص ‏
.